# Kim Min-kyu (Fußballspieler, 2000)
Kim Min-kyu (kor. 김민규; * 7. Juli 2000) ist ein südkoreanischer Fußballspieler.

## Karriere
Kim Min-kyu erlernte das Fußballspielen in der Universitätsmannschaft der Jeonju University. Von März 2020 bis Februar 2021 stand er beim unterklassigen FC Avenir unter Vertrag. Ende März 2021 ging er nach Hongkong, wo er einen Vertrag beim Zweitligisten Hoi King SA unterschrieb. Bei Hoi King stand er Mitte Juli 2021 unter Vertrag. Am 15. Juli 2021 verpflichtete ihn der Erstligist Hong Kong Rangers FC.